# Romaria (album)
Romaria is het tweede muziekalbum dat tenor John Potter uitbrengt onder de naam The Dowland Project. Het muziekalbum bevat liefdesliedjes gecomponeerd vanaf de 12e eeuw. Ook "modernere" componisten komen aan bod.

## Musici
- John Potter –tenor
- Milos Valent – viool – altviool
- John Surman – sopraansaxofoon, basklarinet, tenorblokfluit, basblokfluit
- Stephen Stubbs – barokgitaar, vihuela

## Composities
1. Got schepfer aller dingen (vroeg 13e eeuw
2. Veris dulcis (ca 1230 uit Carmina Burana)
3. Pulcherrima rosa (late 15e eeuw uit de Franus Codex)
4. Ora pro nobis (12e eeuw)
5. Lá lume (anoniem uit Iberië)
6. Dulce solum (ca. 1230 uit Carmina Burana)
7. Der oben swebt (Oswald von Wolkenstein (ca. 1377-1445))
8. O beata infantia (fragment) (gregoriaans)
9. O Rosa (anoniem uit Iberië)
10. Saudade (Valent / Surman / Stubbs)(2007)
11. In flagellis (Josquin Des Prez)
12. Kyrie Jesus autem transiens (Firminus Caron (ca. 1460-1475))
13. O beata infantia (gregoriaans)
14. Credo Laudate dominum (Orlando di Lassi)
15. Ein gut Preambel (vihuela solo) (Hans Neusider (ca. 1508-1563))
16. Sanctus Tu solus qui facis (Deprez)
17. Ein Iberisch Postambel (valent / Surman /Stubbs)

ECM Records heeft een eer op te houden met muziekalbums waarbij vroeger muziek wordt gecombineerd met hedendaagse muziekinstrumenten als de saxofoon. Er verschenen eerdere succesvolle muziekalbums met die combinatie.